# Бруно Мацца
Бруно Мацца (італ. Bruno Mazza, 3 червня 1924, Крема — 25 липня 2012, Мілан) — італійський футболіст, що грав на позиції півзахисника, зокрема за «Інтернаціонале» та національну збірну Італії.

## Клубна кар'єра
У дорослому футболі дебютував 1941 року виступами за команду «Крема» з рідного однойменного міста, в якій провів один сезон. 
Згодом грав за «Мілан» і «Кремонезе», а з відновленням загальнонаціональних футбольних змагань по завершенні Другої світової війни повернувся до «Креми». Згодом захищав кольори команд «Дженоа», «Луккезе-Лібертас» та «Леньяно».
1952 року приєднався до міланського «Інтернаціонале», у складі якого у першому ж сезоні здобув титул чемпіона Італії, а насутпного сезону його успішно захистив.
У 1955 році залишив «Інтер» і перейшов до «Фіорентини». Провів у цій команді переможний для неї у чемпіонаті сезон 1955/56, щоправда сам додав до свого активу лише чотири гри.
Сезон 1956/57 відіграв за «Барі», після чого завершив ігрову кар'єру. Згодом протягом 1961–1962 повертався на футбольне поле, прийнявши пропозицію стати граючим тренером рідної команди «Крема».

## Виступи за збірні
1952 року провів одну гру у складі молодіжної збірної Італії. На молодіжному рівні зіграв в одному офіційному матчі.
1953 року дебютував в офіційних матчах за національну збірну Італії грою на Кубок Центральної Європи 1948-1953 проти збірної Чехословаччини, яка виявилася для Мацци також єдиною у складі основної італійської збірної.
Помер 25 липня 2012 року на 89-му році життя в Мілані.

## Статистика виступів

### Статистика виступів за збірну
| Дата      | Місто | Господарі      | Результат | Гості  | Турнір                             | Голи | Примітки |
| --------- | ----- | -------------- | --------- | ------ | ---------------------------------- | ---- | -------- |
| 26-4-1953 | Прага | Чехословаччина | 2 – 0     | Італія | Кубок Центральної Європи 1948-1953 | -    |          |
| Усього    |       | Матчів         | 1         |        | Голів                              | 0    |          |

| Дата       | Місто | Господарі | Результат | Гості  | Турнір                  | Голи | Примітки |
| ---------- | ----- | --------- | --------- | ------ | ----------------------- | ---- | -------- |
| 26-10-1952 | Барі  | Італія    | 6 – 1     | Єгипет | Кубок Середземного моря | -    |          |
| Усього     |       | Матчів    | 1         |        | Голів                   | 0    |          |

## Титули і досягнення
- Чемпіон Італії (3):

«Інтернаціонале»: 1952-1953, 1953-1954
«Фіорентина»: 1955-1956